# Herejenivka, Babanka
Herejenivka (în ucraineană Гереженівка) este o comună în raionul Babanka, regiunea Cerkasî, Ucraina, formată numai din satul de reședință.

## Demografie
Componența lingvistică a comunei Herejenivka
     Ucraineană (97,94%)
     Rusă (1,16%)
     Alte limbi (0,64%)
Conform recensământului din 2001, majoritatea populației comunei Herejenivka era vorbitoare de ucraineană (97,94%), existând în minoritate și vorbitori de rusă (1,16%).

## Legături externe
- pl Hereżanówka, nad rzeczką Humańką, wpadającą do Jatrani în Dicționarul geografic al Regatului Poloniei și al altor țări slave, volum III (Haag — Kępy) anul 1882

- pl Hereżanówka, gmina Babanka în Dicționarul geografic al Regatului Poloniei și al altor țări slave, volum XV, p. 1 (Abablewo — Januszowo) 1900